# John Franklin Bardin
Pour les articles homonymes, voir Bardin.
John Franklin Bardin, né à Cincinnati, Ohio, le 30 novembre 1916 et décédé à New York, le 9 juillet 1981, est un auteur américain de roman policier.

## Biographie
Il s’inscrit à l’Université de Cincinnati, mais son père, un marchand de charbon, meurt d’une crise cardiaque, et John Franklin doit mettre fin à ses études d’ingénieur pour subvenir aux besoins de sa famille. Pendant quatre ans, il devient préposé à diverses tâches sur une piste de patins à roulettes et, dans ses temps libres, lit des ouvrages de psychologie pour tenter de remédier à la santé mentale déclinante de sa mère.  Il doit finalement se résoudre à la faire interner.  La schizophrénie paranoïaque diagnostiquée chez elle lui donne des hallucinations dont l’écrivain se souviendra pour écrire le long monologue d’un schizophrène dans son troisième roman, Que le diable l’emporte, en 1948.
Pour l’heure, John Franklin Bardin épouse Rhea Schooler Yalowich, qui lui donnera deux enfants, et monte à New York au début des années 1940. Il y exerce divers petits métiers qui vont de libraire à commis-voyageur avant d’entrer à l’agence de publicité Edwin Bird Wilson inc.  Il reste fidèle à cet employeur pendant vingt ans, grimpant tous les échelons de l’entreprise jusqu’au poste de vice-président et membre du Conseil d’administration.
À partir de 1946, il connaît une intense période de création littéraire et publie une trilogie policière ayant pour thèmes centraux la mémoire et la folie. Ces trois romans, traduites en plusieurs langues après leur redécouverte dans les années 1970 par l’écrivain et critique Julian Symons, assurent aujourd’hui la notoriété de John Franklin Bardin dans le rayon du thriller psychologique. Au moment de leur publication, pourtant, ils n’ont pourtant aucun succès et contraignent Bardin, qui s’est fait une réputation d’auteur difficile, à publier une dizaine de romans policiers beaucoup plus conventionnels, parfois signés des pseudonymes Gregory Tree ou Douglas Ashe.  À partir de 1954, les éditeurs refusent systématiquement ses manuscrits.
Bardin n'en poursuit pas moins sa carrière dans la publicité, divorce en 1964, puis s’installe à Chicago en 1972, et occupe une fonction de rédacteur dans plusieurs magazines.  Il revient à New York en 1975 et y meurt d’une faiblesse cardiaque le 9 juillet 1981.

## Œuvre

### Romans

#### Signés John Franklin Bardin
- The Deadly Percheron (Dodd Mead, 1946) Publié en français sous le titre La Mort en gros sabots, Genève, Ditis, Détective-club – Suisse no 44, 1948 ; réédition, Paris, Ditis, Détective-club – France no 13, 1949 ; réédition, Nouvelles Éditions Oswald, coll. Le Miroir obscur no 5, 1980 ;  réédition, Paris, Terrain Vague/Losfeld, Bibliothèque de l’insolite, 1991 ; réédition, Paris, J. Losfeld, coll. Arcanes, 2000
- The Last of Philip Banter (Dodd Mead, 1947) Publié en français sous le titre Qui veut la peau de Philip Banter ?, Paris, Terrain Vague/Losfeld, Bibliothèque de l’insolite, 1989 ; réédition, Paris, Librairie des Champs-Élysées, Le Masque no 2025, 1990 ; réédition, Paris, J. Losfeld, coll. Arcanes, 2002
- Devil Take the Blue-Tail Fly (Victor Gollancz, Londres, 1948) Publié en français sous le titre Le diable prend la mouche, Paris, Terrain Vague/Losfeld, Bibliothèque de l’insolite, 1989 ; réédition de la même traduction sous le titre Que le diable l’emporte, Paris, J. Losfeld, coll. Arcanes, 2000
- The Burning Glass (Scribner’s Sons, 1950)
- Christmas Comes But Once a Year (Scribner’s Sons, 1954)
- Purloining Tiny (Harper and Row, 1978)

#### Signés Gregory Tree
- The Case Against Myself (Scribner’s Sons, 1950)
- The Case Against Butterfly (Scribner’s Sons 1951)
- So Young To Die (Scribner’s Sons, 1952)

#### Signé Douglas Ashe
- A Shroud for Grandmama ou The Longstreet Legacy (Scribner’s Sons, 1951)

## Adaptation
- 1986 : Banter, film américain réalisé par Hervé Hachuel, avec Tony Curtis, Lola Bayo et José Luis Gomez.